# Casper Pedersen
Pour les articles homonymes, voir Pedersen.
Casper Phillip Pedersen, né le 15 mars 1996 à Copenhague, est un coureur cycliste danois. 

## Biographie
En 2017, Casper Pedersen court pour l'équipe Giant-Castelli. Il remporte le titre de champion d'Europe sur route espoirs avec la sélection danoise et s'impose lors de la première étape du Tour du Danemark.
En 2018, il rejoint l'équipe continentale professionnelle irlandaise Aqua Blue Sport.
En 2020, il remporte Paris-Tours en battant Benoît Cosnefroy.
En août 2022, il s'engage avec Soudal-Quick-Step pour deux saisons. Selon le directeur de l'équipe belge Patrick Lefevere, Pedersen a un profil similaire à celui de son compatriote Michael Mørkøv.

## Palmarès sur route

### Par années
- 2013
  - 3ea étape du Sint-Martinusprijs Kontich (contre-la-montre par équipes)
- 2014
  - 2e de Paris-Roubaix juniors
  - 3e du championnat du Danemark du contre-la-montre juniors
- 2015
  - 3e de la Scandinavian Race Uppsala
  - 3e du championnat du Danemark du contre-la-montre par équipes
- 2016
  - 2e du championnat du Danemark sur route espoirs
- 2017
  -  Champion d'Europe sur route espoirs
  -  Champion du Danemark du contre-la-montre par équipes
  - 2e étape de la Flèche du Sud
  - Grand Prix Horsens
  - 1re étape du Tour du Danemark
  - 2e du Grand Prix de Francfort espoirs
  - 2e du Fyen Rundt
  - 3e du championnat du Danemark sur route espoirs
  - 3e du Tour du Danemark
- 2020
  - Paris-Tours
- 2023
  - Figueira Champions Classic
  - 3e du Tour de Belgique
- 2025
  - 3e du championnat du Danemark sur route
  - 4e de l'E3 Saxo Bank Classic

### Résultats sur les grands tours

#### Tour de France
3 participations
- 2020 : 92e
- 2021 : 111e
- 2024 : non partant (4e étape)

#### Tour d'Espagne
3 participations
- 2019 : 103e
- 2023 : 140e
- 2024 : 127e

### Classements mondiaux
| Année                                 | 2015 | 2016  | 2017 | 2018 | 2019  | 2020 | 2021 | 2022  | 2023 | 2024 |
| ------------------------------------- | ---- | ----- | ---- | ---- | ----- | ---- | ---- | ----- | ---- | ---- |
| Classement mondial                    |      | 2407e | 220e | 657e | 1361e | 173e | 714e | 1970e | 271e | 692e |
| UCI Europe Tour                       | 638e | 1603e | 89e  | 455e | 931e  | 143e | 560e | 1262e | nc   | nc   |
|                                       |      |       |      |      |       |      |      |       |      |      |
| Légende : nc = non classéSource : UCI |      |       |      |      |       |      |      |       |      |      |

## Palmarès sur piste

### Championnats du monde
- Saint-Quentin-en-Yvelines 2015
  - 13e de l'omnium
- Hong Kong 2017
  - 6e de l'omnium[4]

### Championnats du monde juniors
- Glasgow 2013
  -  Médaillé de bronze de l'omnium juniors
- Séoul 2014
  -  Champion du monde de l'omnium juniors

### Coupe du monde
- 2014-2015
  - 3e de la poursuite par équipes à Londres
- 2015-2016
  - 2e de la poursuite par équipes à Hong Kong
- 2016-2017
  - 1er de la poursuite par équipes à Cali (avec Niklas Larsen, Frederik Madsen et Julius Johansen)
  - 2e de l'américaine à Los Angeles
- 2017-2018
  - 2e de la poursuite par équipes à Manchester

### Championnats d'Europe
| Édition / Épreuve | Poursuite par équipes | Américaine |
| Granges 2015      | Bronze                |            |
| Berlin 2017       |                       | Argent     |

### Championnats nationaux
- 2011
  - 3e du championnat du Danemark de poursuite par équipes juniors
- 2012
  - 3e du championnat du Danemark de l'omnium juniors
- 2013
  -  Champion du Danemark de l'omnium juniors
  -  Champion du Danemark du scratch juniors
- 2016
  - 2e du championnat du Danemark de l'omnium
  - 3e du championnat du Danemark de l'américaine
  - 3e du championnat du Danemark de scratch
- 2017
  -  Champion du Danemark de poursuite par équipes (avec Casper von Folsach, Mikkel Bjerg et Rasmus Christian Quaade)